# Biassini
Biassini  è una città dell'Uruguay, situata a nord del dipartimento di Salto. Si trova a 93 metri sul livello del mare. Ha una popolazione di circa 1.000 abitanti.